# Базење
Базење (фр. Bazegney) насеље је и општина у североисточној Француској у региону Лорена, у департману Вогези која припада префектури Епинал.
По подацима из 2011. године у општини је живело 112 становника, а густина насељености је износила 19,28 становника/km². Општина се простире на површини од 5,81 km². Налази се на средњој надморској висини од 305 метара (максималној 390 m, а минималној 280 m).

## Демографија
| 1962. | 1968. | 1975. | 1982. | 1990. | 1999. | 2011. |
| ----- | ----- | ----- | ----- | ----- | ----- | ----- |
| 99    | 102   | 78    | 69    | 76    | 81    | 112   |

График промене броја становника у току последњих година